# La nuit Bengali
La nuit Bengali este un film francez semi-autobiografic din 1988 regizat de Nicolas Klotz. Scenariul este bazat pe romanul din 1933 Maitreyi de Mircea Eliade. În rolurile principale joacă actorii Hugh Grant, Soumitra Chatterjee, Supriya Pathak și Shabana Azmi (ultimii trei din India).

## Distribuție
- Hugh Grant ca Allan
- Soumitra Chatterjee ca Narendra Sen
- Shabana Azmi ca Indira
- Supriya Pathak ca Gayatri

## Legături externe
- La nuit Bengali la CineMagia
- A Terrible Hurt:The Untold Story behind the Publishing of Maitreyi Devi
- The Bengali Night la Allmovie
- The Bengali Night la Internet Movie Database